# IC 434
IC 434 је емисиона маглина у сазвјежђу Орион која се налази на листи објеката дубоког неба у Индекс каталогу.
Деклинација објекта је - 2° 27' 12" а ректасцензија 5h 41m 0,0s. IC 434 је још познат и под ознакама LBN 953, CED 55N, Horsehead nebula.